# نجوا را بس کن
«نجوا را بس کن» (به انگلیسی: Stop Whispering) نام تک‌آهنگی از گروه آلترنیتیو راک انگلیسی ردیوهد است که به عنوان چهارمین تک‌آهنگ گروه در سال ۱۹۹۳ منتشر شد. این قطعه چهارمین آهنگ آلبوم اول ردیوهد، پابلو هانی، بود و در جدول قطعات مدرن موسیقی آمریکا به رتبه بیست و سوم رسید.

## پیش‌زمینه
این آهنگ در واقع برای یادبود گروه پیکسیز ساخته شد که تاثیر بسیار زیادی بر روی ردیوهد داشتند. «نجوا نکن» همچنین یکی از قدیمی‌ترین ساخته‌های ردیوهد است و زمانی ساخته‌شد که ردیوهد به نام قبلی خود آن اِ فرایدی شناخته‌می‌شد.

## لیست آهنگ‌ها
1. Stop Whispering (US version)
2. Creep (Acoustic)
3. Pop Is Dead
4. Inside My Head (Live)